# Großsteingrab Gremersdorf
Das Großsteingrab Gremersdorf war eine mögliche megalithische Grabanlage der jungsteinzeitlichen Trichterbecherkultur bei Gremersdorf, einem Ortsteil von Gremersdorf-Buchholz im Landkreis Vorpommern-Rügen, Mecklenburg-Vorpommern. Über das Grab selbst liegen keine näheren Angaben vor. Von hier stammen ein Feuerschläger, ein Klingenschaber und zwei Abschläge aus Feuerstein, die sich heute in der Sammlung des Stralsund Museums befinden.